# Juan Piquer Simón
Juan Piquer Simón (Valencia, 16 de febrero de 1935-Valencia, 8 de enero de 2011) fue un realizador, productor y guionista español. Tras estudiar Bellas Artes y Decoración, se matriculó en el Instituto de Investigaciones Cinematográficas de Madrid, tras lo cual se dedicó a la publicidad.

## Trayectoria

### Inicios
Piquer incursionó en películas de género en España y rueda en los estudios madrileños de Almena Films con una plantilla más o menos fija de técnicos y actores amigos suyos. 
En sus inicios, quiso rodar una versión cinematográfica de las leyendas de Gustavo Adolfo Bécquer pero el sindicato vertical de la época franquista, presidido por Juan Antonio Bardem, no le otorgó el carné de director de cine, requisito imprescindible para dirigir una película en el país.
Rodó en 1964 dos documentales, uno titulado España violenta, prohibido por la censura de la época. En él hablaba de los horrores en España durante la Guerra Civil. El otro documental se llamaba Vida y paz.

### La trilogía verniana
En 1976 rodó y estrenó Viaje al centro de la Tierra, basado en la célebre novela de Julio Verne, con Kenneth More como protagonista principal. Se trata de un título diferente en la industria española por tratarse de una producción de distribución internacional con efectos especiales, algo inédito en dicho país.
El profesor Lidenbrock (Kenneth More) encuentra en una librería de Hamburgo un curioso libro escrito por un alquimista que describe un fabuloso mundo en el centro de la Tierra. Con su sobrina (Ivonne Sentis) y su prometido (Pep Munné) decide iniciar el viaje con un guía (Frank Braña) y se encuentra con monstruos y restos de la antigua Atlántida, poblada por científicos clónicos (todos ellos Jack Taylor).
En esta película destacaban las secuencias del lago interno, de una especial luminosidad, la aparición de un gigantesco simio y las setas gigantes, utilizando recursos y medios de efectos especiales no utilizados hasta la fecha en el cine español. Cuando los efectos eran demasiado costosos de hacer, Piquer sabía camuflarlos mediante elipsis, o bien obviarlos imaginativamente. 
La crítica «cargó» contra la película, como casi siempre en este género hecho en España, pero al público sí le gustó, sobre todo al aficionado al cine fantástico, que la acogió como un gran acontecimiento.
Entre las características de Piquer, aparte de su capacidad narrativa, está la de utilizar el marketing para lanzar la película, técnica que hasta entonces era desconocida en el cine español: «Existe la mentalidad, aquí en España, de que sólo podemos rodar películas con tipos con boina o cine comprometido. Nos está vedado rodar películas de aventuras, de terror u otro género, terreno reservado exclusivamente a los cineastas anglosajones» —declaró Piquer en una entrevista a Flash-back, n.º 3 de otoño de 1994, publicación valenciana dedicada al género que, en ese número, editó un monográfico especial dedicado al fantástico español, escrito en colaboración por Carlos Aguilar, Antonio Busquets y Miguel Ángel Plana, en concreto la cita es de una entrevista realizada por este último—.
Un año después, su productora sacó a la luz un film mucho más modesto, Escalofríos, firmada por Carlos Puerto, aunque varias secuencias fueron rodadas por Piquer, productor ejecutivo y responsable del montaje final. De las aventuras vernianas, Piquer pasó al satanismo y al erotismo, un cine más íntimo pero que era resultón. La secuencia central era un menaje a cuatro en un decorado satanista que dio la vuelta al mundo. La pareja formada por Ángel Aranda y Sandra Alberdi se liaba con José María Guillén y Marian Karr.
En 1979 llegó Supersonic Man, dedicada al tema de los superhéroes. En aquella época apareció el Superman de Richard Donner, rodada con toda clase de lujos, y competir con esta era tarea imposible. Richard Yesteran, actor culturista de carrera efímera, interpretó al superhéroe, cuyos antagonistas eran los sabios locos Cameron Mitchell y José María Caffarel.
La trama de la película consiste en que Kronos o Supersonic Man llega con su nave a la Tierra para luchar contra un científico malvado (Cameron Mitchell) que desea conquistar el mundo. El superhéroe recibe poderes especiales para acabar con tan pérfido personaje.
Por primera vez se utilizaba en España el frontal projection, eliminando los bordes azules que aparecían al sobreponer imágenes para dar la impresión de que vuelan. La experiencia resultó divertida, pero no llegaba a la altura de la incursión en el mundo verniano.
En 1980 inició el rodaje de Misterio en la isla de los monstruos, inspirada en Escuela de Robinsones, con la actuación de Peter Cushing y Terence Stamp. Ian Sera y David Hatton corrían con el mayor peso interpretativo. La película volvió a divertir a su público y a molestar a los críticos. Hubo un proyecto de reunir a los protagonistas de las dos películas vernianas en una nueva aventura, pero no prosperó.
Con parte del material utilizado en Misterio de la isla de los monstruos, Piquer rodó Los diablos del mar, película basada en Un capitán de quince años. De nuevo, aparece Ian Sera en un papel similar al anterior. La trama es la siguiente: seis muchachos de diferentes países viajan en un barco atacado por los piratas, son abandonados después y recogidos por un ballenero, posteriormente atacado por una ballena que asesina a toda la tripulación. El ahijado del capitán se pone al frente del barco; y los muchachos, de marineros. Se ven mezclados en una aventura en una isla paradisíaca hasta que empiezan los quebraderos de cabeza.
Esta nueva incursión en el mundo verniano tuvo menor éxito que las anteriores, si bien cerró una trilogía para el cine fantástico español que no tuvo continuación.

### Mil gritos tiene la noche
En la categoría de cine gore, Piquer conseguiría un importante éxito taquillero. Antes, como productor, colaboró en Más allá del terror (1980), de Tomás Aznar, en una línea similar a Escalofríos. Unos ladrones organizan una matanza en un restaurante de carretera y posteriormente se ven envueltos en una aventura con satanistas en donde los verdugos acabarán convertidos en víctimas.
Mil gritos tiene la noche (1982) pertenece al cine llamado gore. Este subgénero del terror bebe, según algunos, del estilo creado por Bahía de sangre de Mario Bava y continuado en la serie de Viernes 13: una serie de personajes se encuentran en un lugar cerrado y son sistemáticamente asesinados, aquí para realizar un puzle humano. Christopher George y Lynda Day George la protagonizaron con varios actores españoles en papeles secundarios. La acción arranca cuando un niño mata a hachazos a su madre. Cuarenta años después, una serie de espeluznantes crímenes tiene lugar en una universidad estadounidense.
Su carrera comercial fue discreta en España pero exitosa en el extranjero y le daría fama mundial. Se estrenó en 97 cines de Nueva York y recaudó 720 000 dólares de la época.
Las siguientes entregas, Guerra sucia (1984) y Los nuevos extraterrestres (1984), con un niño que se encuentra a un alienígena con aspecto de oso hormiguero —Piquer declaró que con esta película aprendió lo que no hay que hacer jamás—, pasaron inadvertidas.

### Slugs, muerte viscosa
En 1988, Piquer y su equipo se traslada a Estados Unidos para rodar Slugs, muerte viscosa, sobre unas babosas asesinas. Los efectos especiales ganaron un Goya que recogieron Basilio Cortijo, Carlo Di Marchis y Gonzalo Gonzalo. Esta vez el escenario es una comunidad rural norteamericana en donde unas misteriosas babosas matan a quienes se encuentran. Basado en una novela de Shawn Hudson, un best seller internacional, y producida por Francesca De Laurentiis (hija de Dino De Laurentiis) y Silvana Mangano, quien aparecía brevemente en la secuencia del restaurante.
La película trata de una agresión animal inexplicable y con unos animales que provocan repugnancia. Destaca la escena de la pareja cuya acto sexual es interrumpido por el ataque de las pequeñas babosas.
Un año después se inicia el rodaje de La grieta, con la misma productora y equipo de efectos especiales, que contó esta vez con Colin Arthur, repitiendo Goya y éxito.
La película trata de unos marineros de la OTAN que deben averiguar lo sucedido a un batiscafo perdido en la grieta de Dannekin, en el fondo del mar, cerca de Noruega. Al llegar, descubren una cueva subterránea repleta de monstruos provocados por experimentos genéticos.
Rodada en los Estudios Verona de Tres Cantos, contaba con Jack Scalia, actor célebre de telefilms norteamericanos, R. Lee Ermy, Ray Wise y varios actores españoles como Frank Braña, Emilio Linder y Pocholo Martínez-Bordiu.
También con Dister, productora de estos dos últimos títulos, Piquer abordó el atormentado mundo de Howard Phillips Lovecraft con La mansión de Cthulhu (1991). Frank Finlay la protagonizó, la película tuvo mejor aceptación fuera que en España.
Sin recurrir a los efectos especiales sofisticados del último cine hollywoodiense Piquer utiliza aquí una concepción más artesanal. La trama es la siguiente: una pandilla de mafiosos se esconde en el hogar de un mago llamado Chandú, que vive con su hija, ignorando los terribles secretos que esconden sus paredes.

### Últimos años
Sus últimas películas han sido difíciles de ver debido a una deficiente distribución. Tres años después solo colaboró en el guion de un film llamado Nexos 2 43 (1994) del desaparecido José María Forqué, realizador poco habituado a estos géneros. Ese mismo año dirigió La isla del diablo (1994), producida por una compañía que fundó Primitivo Rodríguez, basada en una novela de Vincent Mulberry, pertenece al género de aventuras muy en la línea de sus incursiones vernianas. Más tarde colaboró en el guion de El escarabajo de oro (1997), basada en un relato de Edgar Allan Poe, aunque la película está firmada por Vicente J. Martín.
Manoa, la ciudad de oro (1999) fue su último título, inspirado en Emilio Salgari, que como en casos anteriores tuvo una distribución ineficaz.
En cuanto a otras colaboraciones, cabe mencionar Bracula Condemor II (1997), de Álvaro Sáenz de Heredia, con Chiquito de la Calzada, o Arroz y tartana (2003), de José Antonio Escrivá, recreación de la Valencia de Vicente Blasco Ibáñez.
Durante este tiempo intentó realizar adaptaciones de El guerrero del antifaz o de El capitán Trueno, pero no se llevaron a cabo por falta de presupuesto. Además se mostró frustrado por no haber podido realizar más películas sobre las obras de Julio Verne. Falleció el 8 de enero de 2011 a causa de un cáncer de pulmón.

## Estudios Piquer
El estudio formó parte desde un principio de la empresa de producción de Juan Piquer, por lo que todo el mundo empezó a llamarlos Estudios Piquer. Se inauguró el año 1972 en un edificio de planta baja y tres pisos, que ocupaba una imprenta, en el n.º 60 de la calle de Pradillo.
El edificio constaba de las instalaciones siguientes: la planta baja, con una superficie de 400 m² y una altura de 5 metros: 300 m² estaban dedicados a estudio de filmación y 100 m² a sala de maquillaje, camerinos, cuarto de cámara y servicios. La primera planta, de 90 m², se dedicaba a producción, dirección y administración. La segunda, de 90 m², la ocupaban la sala de montaje y  archivo y la sala de proyección y casting. La tercera, de 90 m², la ocupaban el estudio de diseño de decorados y vestuario, biblioteca de consulta y guion, atrezzo y "truca" de efectos visuales y títulos.
La instalación eléctrica, en corriente alterna, la necesidad de  mayor fluido eléctrico y material, se solucionaba con grupo electrógeno y luces de Mole Richardson, cuyo almacén se encontraba a no más de 150 metros del estudio. El lugar fue elegido por la facilidad, entonces, de aparcamiento y por estar cerca de los laboratorios Madrid films y Fotofilm Madrid, así como de los estudios de sonorización EXA.
El rodaje de largometrajes se inicia en 1976 con la producción de Viaje al centro de la Tierra y abarca 12 largometrajes hasta 1990 con La mansión de Cthulhu.
A partir de esta fecha el estudio se dedicará preferentemente a los efectos especiales con el único sistema de proyección frontal existente en España, provisto de una pantalla de 40 m². Al mismo tiempo comparte el espacio con Telson  S. A.
En el año 1994 cesa la actividad como estudio de rodaje, quedando la planta baja como almacén. Las plantas restantes continúan con la actividad normal y en ellas se efectúa la pre y postproducción de las siguientes películas: La isla del diablo, 1994, Manoa, 1995, y El escarabajo de oro, 1996.

## Legado e influencia
El cineasta enseñó a decenas de técnicos de efectos especiales e inspiró a una parte de los autores que tienen gran importancial en el cine español contemporáneo. El cineasta estadounidense Eli Roth afirma que su slasher favorito es Mil gritos tiene la noche.

## Filmografía
- España violenta (1964), documental
- Vida y paz (1964), documental
- Viaje al centro de la Tierra (1976)
- Supersonic Man (1979)
- Misterio en la isla de los monstruos (1980)
- Los diablos del mar (1981)
- Mil gritos tiene la noche (1982)
- Guerra sucia (1984)
- Los nuevos extraterrestres (1984)
- Slugs, muerte viscosa (1988)
- La grieta (1989)
- La mansión de Cthulhu (1991)
- Nexos 2 43 (1994), guion
- La isla del diablo (1994)
- El escarabajo de oro (1997), guion
- Manoa, la ciudad de oro (1999)